# Pseudomystus fuscus
Pseudomystus fuscus är en fiskart som först beskrevs av Popta, 1904.  Pseudomystus fuscus ingår i släktet Pseudomystus och familjen Bagridae. Inga underarter finns listade i Catalogue of Life.